# Rózga Pasterza
Rózga Pasterza (ang. Shepherd’s Rod), Dawidiańscy Adwentyści Dnia Siódmego, dawidianie – niezależna społeczność religijna, wyznająca doktrynę adwentyzmu dnia siódmego, wzbogaconą o rozbudowaną profetologię i typologię założyciela.

## Historia
Dawidianie są wspólnotą stworzoną przez byłych wyznawców Kościoła Adwentystów Dnia Siódmego. Społeczność ta wywodzi swą nazwę od tytułu dwóch książek napisanych przez założyciela i proroka wspólnoty (Rózga Pasterza, tom I; Rózga Pasterza, tom II) – Victora Houteffa – które stanowią fundamentalne założenia teologii dawidiańskiej, kładące podwaliny pod stworzenie bardzo rozbudowanej doktryny tego ruchu. Samo zaś określenie rózga pasterza jest zaczerpnięte z Biblii:
„9Głos Pański na miasto woła: (ale roztropny sam się ogląda na imię twoje, o Boże!) Słuchajcież o rózdze, i kto ją postanowił”. (Księga Micheasza 6:9, Bg)
Houteff, bułgarski emigrant i nauczyciel szkoły sobotniej w zborze adwentystycznym w Los Angeles, poczuwał się do obowiązku głoszenia poselstwa Rózgi adwentystom. Jednak władze Kościoła Adwentystów Dnia Siódmego odrzuciły dawidiańską teologię, co skutkowało wykluczeniem wyznawców Rózgi z Kościoła i stworzeniem przez nich nowej wspólnoty. Wkrótce dawidianie uznali, iż podobnie jak Ellen G. White była żyjącym prorokiem pośród ludu Bożego w dniach ostatecznych, tak obecnie Bóg powołał Victora Houteffa do bycia Duchem Proroctwa.
W 1934 roku Houteff założył wydawnictwo Universal Publishing Association, które publikowało poselstwa Rózgi. Rok później, na 189 akrach ziemi w Waco, w Teksasie powstał Ośrodek Góry Karmel, będący centrum administracyjnym, edukacyjnym, wydawniczym i kultowym ruchu. Oficjalnie ruch został zarejestrowany w 1942 roku pod nazwą Generalne Stowarzyszenie Dawidiańskich Adwentystów Dnia Siódmego. Wyrażenie dawidiański odnosi się do biblijnego Królestwa Dawida i wiary członków w jego przywrócenie. Dawidianie, na czele ze swym prorokiem – Houteffem, na przestrzeni lat stworzyli bardzo rozbudowany system teologiczny, oparty na specjalnych regułach interpretacji i odczytywania ukrytych w Biblii informacji odnośnie do chronologii profetycznej, reformacji w Kościele i szeregu innych dawidiańskich nauk. Poza tym uznano, iż Biblia jest bogatym zbiorem typów, antytypów oraz pozafigur, odnoszących się do obecnych czasów.

## Poglądy
Ruch dawidiański oparty jest w swych poglądach na Biblii (kanon protestancki), pismach Ellen G. White oraz twórczości Victora Houteffa, do której zalicza się:
- Traktaty do studium, nr 1-15 (Tuż przed „godziną jedenastą” Extra, Wielki paradoks wieków, Sąd a żniwo, Ostatnie wieści dla „Matki”, Siedem trąb (ostatnie ostrzeżenie), Dlaczego zginąć?, Wielki bój nad Rózgą Pasterza, Góra Syjon podczas „godziny jedenastej”, „Oto wszystko nowym czynię”, Znak Jonasza, Boży tytuł nie jest ograniczony do jednego języka, Świat wczoraj, dziś i jutro, Pozdrowienie Chrystusa dla ciebie, Zapowiedź wieści wojennych, Do siedmiu zborów).
- Traktaty różne.
- Rózga Pasterza, tomy 1-2.
- Księga pytań i odpowiedzi odnośnie „Teraźniejszej Prawdy”, tomy 1-5.
- Kody symboliczne, tomy 10-13.
- Stare kody, tomy 1-2.
- Listy Jezreel, nr 1-9.
- Pozdrowienia w odpowiednim czasie, tomy 1-2.
- Wykresy

Dawidiańscy adwentyści dnia siódmego podpisują się pod wszystkimi zasadami wiary Kościoła Adwentystów Dnia Siódmego. Ponadto uzupełniają je zbiorem 15 zasad, zawierających zwięzły wykład istoty poselstwa Rózgi Pasterza.

## Współczesność

Flaga Gałęzi Dawidiańskiej

Po śmierci założyciela ruch przeżył kryzys związany ze sporami o przywództwo. Wkrótce Rózga Pasterza rozpadła się na szereg niezależnych wspólnot. Niektóre z istniejących do dziś, oprócz i tak pokaźnej teologii Houteffa, przyjęły jeszcze bardziej rozbudowaną siatkę proroctw i typologii, stale uzupełnianą przez żyjących następców proroka. Inne ruchy, o charakterze konserwatywnym, uznają typową doktrynę Houteffa i odżegnują się od mianowania kogokolwiek jego następcą. Jeszcze inne to sekty destrukcyjne, np. słynna na cały świat wspólnota – Gałąź Dawidiańska (grupa Koresha).
- Generalne Stowarzyszenie Dawidiańskich Adwentystów Dnia Siódmego
- Gałąź Dawidiańska
  - Gałąź Dawidiańska (grupa Koresha)
- Stowarzyszenie Dawidiańskich Adwentystów Dnia Siódmego – Ruch Bashan
- Adwentystyczny Kościół Pozostałych „Jedenastej Godziny”
  - Międzynarodowa Organizacja Badania Kalendarza
- Korzeń Jessego